# Heinrich Vogels
Heinrich Vogels; auch Heinz Vogels (* 1886 in Krefeld; † 1947) war ein deutscher Staatsbeamter. Vogels war von 1926 bis 1933 Referent in der Reichskanzlei.

## Leben und Wirken
Vogels war der Sohn eines Gymnasialdirektors. Nach dem Schulbesuch studierte er Rechtswissenschaften. 1907 wurde er Gerichtsreferendar in Köln und nach dem Abschluss des Juristischen Vorbereitungsdienstes 1912 Gerichtsassessor.
Von 1914 bis 1919 war Vogels bei der Staatsanwaltschaft in Köln beschäftigt. Anschließend war er bis 1923 als Regierungsrat beim Reichskommissar für die besetzten rheinischen Gebiete in Koblenz tätig. Nach der Eskalation der Spannungen zwischen Deutschland und Frankreich im Rheinland infolge der französischen Besetzung des Ruhrgebiets wurde Vogels 1923 von den französischen Besatzungsbehörden aus den linksrheinischen Gebiet ausgewiesen.
Noch 1923 wurde er stattdessen als Oberregierungsrat in den Dienst des Reichsinnenministeriums aufgenommen. 1924 wechselte er in das Reichsministerium für die besetzten Gebiete, wo er bis 1926 tätig blieb.
Im Oktober 1926 wurde Vogels unter Beförderung zum Ministerialrat in die Reichskanzlei versetzt, wo er die Funktion des Haushaltsreferenten der Regierungszentrale übernahm. In dieser Eigenschaft diente er bis 1933 allen Reichskanzlern von Hans Luther bis Adolf Hitler. Politisch gehörte er von 1926 bis 1933 der Zentrumspartei an.
Wenige Wochen nach dem Machtantritt der Nationalsozialisten im Frühjahr 1933 wurde Vogels zum 4. März 1933 als Nicht-Mitglied der NSDAP in den einstweiligen Ruhestand versetzt. Zum 1. Juli 1933 wurde er stattdessen in den Dienst des Reichsfinanzministeriums übernommen, in dem er bis mindestens 1943 beschäftigt wurde.
Während seiner Zeit im Reichsfinanzministerium erarbeitete und publizierte Vogels (unter dem Namen Heinz Vogels) mehrere verwaltungsrechtliche Handbücher: 1935 legte er das Handbuch des Umzugkostenrechts vor. 1937 folgte das in Zusammenarbeit mit Otto Bröse entstandene Handbuch der Reichswohnungsvorschriften. Letzteres erreichte bis 1944 mindestens drei Neuauflagen.
Der 1943 erwogenen und vom Reichsfinanzminister Lutz Graf Schwerin von Krosigk befürworteten Beförderung Vogels zum Ministerialdirigenten widersetzte sich der Leiter der Parteikanzlei der NSDAP Martin Bormann unter Verweis auf Vogels' frühere Mitgliedschaft im Zentrum.

## Schriften
- Urkunden über Besetzung und Räumung des Ruhrgebiets und die Arrêtés der französisch-belgischen Militärbefehlshaber; 2. Folge der „Französisch-Belgischen Anordnungen für das Ruhrgebiet“, umfassend die Arrêtés Nr. 113–140 und 200–234 in Französisch und Deutsch. Abgeschlossen im April 1925, bearbeitet von Dr. W. Vogels, Regierungsrat im Reichsministerium für die besetzten Gebiete, Berlin: Carl Heymann 1925
- Handbuch des Umzugkostenrechts. Auf Grund des Gesetzes vom 3. Mai 1935 (Reichsgesetzblatt IS. 566), 1935.
- Handbuch der Reichswohnungsvorschriften: Vorschriften über Reichsdienstwohnungen, Reichswerkdienstwohnungen, Kasernenwohnungen der Wehrmacht, Reichsmietwohnungen und Sondervorschriften über Reichswohnungen im Auslande sowie Vorschriften über Reichsministerwohnungen, Vorschriften über Fernsprechdienstanschlüsse und Beflaggungsvorschriften, zusammengestellt und erläutert von Ministerialrat Heinz Vogels und Amtsrat Otto Bröse im Reichsfinanzministerium, Berlin 1937. (erweiterte Neuauflagen 1939, 1940 und 1944)